# Kostel Nanebevzetí Panny Marie (Vranov nad Dyjí)
Kostel Nanebevzetí Panny Marie je farní kostel v římskokatolické farnosti Vranov nad Dyjí, nachází se v centru městyse Vranov nad Dyjí. Původně šlo o pozdně románskou stavbou později přestavěnou do gotického slohu. Kostel je v rámci areálu kostela Nanebevzetí Panny Marie s farou chráněn jako kulturní památka České republiky.

## Historie
Kostel byl postaven v první polovině 13. století a později byl nadále rozšiřován, kostel ve své původní podobě byl v roce 1645 vydrancován Švédy a zůstaly z něj pouze základy, které jsou uchovány v základech zdí současného kostela. Kostel byl nově vystavěn v roce 1685 za podpory šlechtického rodu Althannů, tento rod podporoval kostel i v dalších letech. Mimo jiné hraběnka Marie Anna Althannová darovala kostelu oltářní obraz Panny Marie.
Kolem roku 1700 byla kostelní loď zaklenuta, kolem roku 1720 byla stržena původní věž a v roce 1720 byla postavena nová zděná věž. V roce 1767 byla opravena střecha a v roce 1778 byl zaklenut chór. Mezi lety 1781 a 1782 byla opravena hřbitovní zeď a o rok později byl postaven domek hlídače, který byl po roce 1800 přestavěn na kostnici – nicméně byl brzy zbořen. Ve třicátých letech 20. století pak byl kostel opraven, mezi lety 1933 a 1934 bylo opraveno okolí kostela a v roce 1936 byl opraven interiér. v roce 1957 byly do kostela instalována naftová kamna, v roce 1958 byl kostel vymalován a v roce 1968 a 1969 byla postupně rekonstruována střecha sakristie a kněžiště. V roce 1986 pak střecha kostela byla opravena opět.